# Star Wars Jedi Knight: Mysteries of the Sith
Star Wars Jedi Knight: Mysteries of the Sith ist eine 1998 erschienene Erweiterung zu Star Wars Jedi Knight: Dark Forces II. Es ist das dritte Spiel, das für die Jedi-Knight-Reihe entwickelt wurde. Es wurde wie die Vorgänger von LucasArts entwickelt und veröffentlicht.
Der Spieler beginnt das Spiel in der Rolle des Jedi-Ritters Kyle Katarn, übernimmt aber im Verlauf des Spiels die Rolle von Katarns Schülerin Mara Jade.
Das Spiel wurde von der Fachpresse positiv aufgenommen und als für ein Add-on ungewöhnlich umfangreich bezeichnet. Es gab jedoch Kritik an dem Kampagnenaufbau, der mit einem zu leichten Einstieg und einem zu schweren Ende unausgeglichen sei.

## Handlung
Mysteries of the Sith ist sechs Jahre nach Episode VI angesiedelt. Die Rebellion drängte die Truppen des Imperiums immer weiter zurück und begründete die Neue Republik. Kyle Katarn hat sich nach den Abenteuern um das Tal der Jedi auf Ruusan Mara Jades, einer Schmugglerin und ehemaligen Schülerin von Imperator Palpatine, angenommen. Sie hat sich nach dem Tod des Imperators über Umwege der Republik angeschlossen und möchte ihre Ausbildung bei Kyle abschließen. Sie trainieren gemeinsam auf Altyr 5, als es zu einem Angriff von Imperialen kommt.

### Level 1 bis 4: Imperialer Angriff
Zwei als Asteroiden getarnte Waffenstationen treten in die Umlaufbahn des Planeten ein und feuern auf die Basis. Sie verhindern so deren rechtzeitige Evakuierung vor dem in Kürze erwarteten Eintreffen der imperialen Hauptflotte. Kyle kämpft sich durch die bereits größtenteils besetzte Basis und stiehlt ein Shuttle der Angreifer, mit dem er auf einem der Asteroiden landet. Er dringt dort bis zur Systemsteuerung vor und zerstört mit Hilfe des Waffensystems den zweiten Asteroiden. Schließlich erreicht er den Kern des Asteroiden und manipuliert die Schutzsysteme des Reaktors, wodurch dieser überhitzt, was zur Zerstörung des Asteroiden führt. Kyle kann dieser Explosion gerade noch entkommen. Bei der folgenden Evakuierung der Basis auf Altyr 5 trennt er sich von Mara, da er Hinweise auf einen alten Sith-Tempel auf Dromund Kaas entdeckt hat. Er hat das dringende Gefühl, dies untersuchen zu müssen. Mara stimmt dieser Idee nur widerwillig zu.

### Level 5 bis 8: Nachschub für die neue Republik
Die neue Republik braucht dringend Nachschub an Versorgungsgütern. Ka'Pa der Hutte würde gegebenenfalls einem entsprechenden Geschäft zustimmen, wenn man ihm im Gegenzug eine Amnestie zusichert. Wegen ihres Schmugglerhintergrundes bittet Mon Mothma Mara Jade, die Verhandlungen zu führen, in der Hoffnung, dass Ka'Pa ihr vertrauen werde. Da aber Luke Skywalker an Jabbas Tod beteiligt war, möchte Ka'Pa aber nicht mit Mara Jade verhandeln, da sie nun auch zu den Jedi zählt. Mara dringt daraufhin in Ka'Pas Palast ein und kann dort bis zum Thronsaal vordringen. Beeindruckt von dieser Beharrlichkeit, ist der Hutte nun doch bereit, sich auf ein Geschäft einzulassen. Ka'Pa möchte, dass Mara ein wichtiges Spionagewerkzeug zurückholt, welches Takara, Ka'Pas Rivale, ihm gestohlen hat und mit dem er nun selbst ausspioniert wird. Im Gegenzug will Ka'Pa der neuen Republik alle Versorgungsgüter verkaufen, die benötigt werden.
Mara stimmt zu und begibt sich zum Katraasii-Raumhafen, wo sich einer von Takaras Offizieren, ein gewisser Abron Mar, befinden soll. Sie verhindert dessen Flucht und spürt ihn schließlich nach einer Katz-und-Maus-Jagd durch Wohngebiete und Kanalisation auf. Mara erkennt aber zu spät, dass sie in Abron Mars Falle getappt ist und wird auf Takaras Stützpunkt verschleppt, wo sie verhört werden soll.
Mara erwacht in einer Gefangenenzelle, kann sich aber mit Hilfe ihrer Jedikräfte befreien. Sie bringt ihr Lichtschwert wieder an sich und verlässt nach einem Kampf mit einem Rancor den Gefängnistrakt. Sie durchsucht Takaras Festung und findet schließlich das gesuchte CGT-Gerät. Sie wird von Ka'Pas Söldnern gerettet und kann Ka'Pa dazu überreden, der neuen Republik die Versorgungsgüter umsonst zu überlassen, indem sie über die Existenz der Abhöreinrichtung Schweigen bewahren will.

### Level 9 bis 11: Das Jedi-Holocron
Im nächsten Handlungsstrang soll Mara einen Transport begleiten, der ein wichtiges Jedi-Artefakt, ein Holocron, mit sich führt. Das Schiff wird jedoch von Lumini-Piraten mit Hilfe von Gravitationsprojektoren aus dem Hyperraum gezogen und geentert. Mara gelingt es, nach Eingabe des Evakuierungscodes die Frachtsektion des Schiffes zu erreichen. Sie bemerkt gerade noch, wie das Holocron samt restlicher Fracht auf das Schiff der Piraten verladen wird. Indem sie sich in einem Transportcontainer versteckt, gelangt sie auf das Piratenschiff und wird kurz darauf in der Orbitalschiffswerft von Rathalay entladen.
Dort belauscht sie ein Gespräch, in dem sie erfährt, dass Kaerobani, ein bekannter Schmuggler, das Holocron hat stehlen lassen und es für seine private Sammlung von Kunstgegenständen haben möchte. Mara folgt dem versiegelten Container durch die Schiffswerft und kann als blinder Passagier mit einem Shuttle Kaerobanis Raumbasis auf der Planetenoberfläche erreichen. Ihr gelingt schließlich der Zugang zu Kaerobanis privatem Museum, wo sie neben 8t88s Kopf auch das Jedi-Holocron findet. Sie bringt es an sich und flieht von der Raumbasis.

### Level 12 bis 14: Der Sith-Tempel
Mon Mothma und Mara Jade sind wegen Kyle Katarns langer Abwesenheit ohne ein Lebenszeichen besorgt, weswegen Mara beschließt, nach Dromund Kaas zu fliegen, um ihn dort zu suchen. In dem den Tempel umgebenden Sumpf angekommen, stellt sie fest, dass keine Waffen außer ihrem Lichtschwert funktionieren. Mit Hilfe ihrer Machtfähigkeiten gelingt es ihr aber, in den Sumpf zu gelangen, Kyles Shuttle zu finden und nach einem Kampf gegen ihr böses Ebenbild den Tempeleingang zu erreichen.
Der Einfluss der dunklen Seite der Macht ist überwältigend, aber sie dringt immer weiter in das Innere des düsteren Tempels vor. Hier trifft sie auf Kyle, der nicht wiederzuerkennen ist und sich der dunklen Seite der Macht hingegeben hat. Sie besiegt ihn mehrere Male. Schließlich, am tiefsten Punkt des Tempels angekommen, liefern sich Kyle und Mara einen Zweikampf. Hier scheint Kyle unbesiegbar. Erst als Mara ihr Lichtschwert deaktiviert, siegt die helle Seite der Macht in Kyle und in seinem inneren Konflikt gefangen gibt er auf. Er ist nicht in der Lage, seine Freundin und Verbündete zu töten. Nachdem die helle Seite in Kyle wieder die Oberhand gewonnen hat, verlassen beide gemeinsam Dromund Kaas.

## Spielprinzip
Mysteries of the Sith ist ein Shooter, der sowohl aus der Ego- als auch aus der Third-Person-Perspektive gespielt werden kann. Im Wesentlichen baut das Spiel auf dem Konzept von Dark Forces II auf, allerdings sind die Spielwelten nicht mehr ganz so weitläufig gestaltet. Der Handlungsverlauf ist linearer gestaltet worden und besitzt nur einen möglichen Ausgang. Sie besteht aus vierzehn aufeinander folgenden Missionen. In jeder Mission muss der Spieler eine gegebene Anzahl von Aufgaben erfüllen. Zu Beginn steuert der Spieler Kyle Katarn, die meiste Zeit aber spielt er in der Rolle von Mara Jade.
Der Spieler besitzt eine vielfältige Waffenauswahl. Obwohl der Spieler von Beginn an mit Macht-Fertigkeiten und einem Lichtschwert ausgestattet ist, stehen ihm auch einige Feuerwaffen zur Verfügung. Die Macht-Fertigkeiten sind besondere Fähigkeiten, die Jedi zur Verfügung stehen. Mithilfe der Macht kann der Spieler sowohl seine Wunden heilen und sich verteidigen als auch seinen Gegnern Schaden zufügen.
Neue Elemente umfassen das Hacken von Überwachungskameras und Rennen gegen die Zeit. Entfernt wurden dafür die FMV-Zwischensequenzen, die durch Sequenzen in der Spielgrafik ersetzt wurden.

## Entwicklungsgeschichte
Jedi Knight: Mysteries of the Sith wurde von LucasArts als eine Erweiterung zu Jedi Knight: Dark Forces II konzipiert. Das Entwicklungsteam wurde von Stephen Shaw geleitet, der bereits an Vollgas und Outlaws mitwirkte. Die Entwicklung begann direkt nach der Veröffentlichung von Outlaws, sodass das Spiel bereits ein Jahr nach Dark Forces II veröffentlicht werden konnte.
LucasArts verbesserte die Sith-Engine, besonders im Hinblick auf Beleuchtungseffekte. Die niedrig aufgelösten FMV-Szenen wurden entfernt und durch in Spielgrafik gerenderte Szenen ersetzt. Auch die künstliche Intelligenz wurde aufgewertet. So können neutrale Charaktere ohne das Eingreifen des Spielers miteinander interagieren.

## Rezeption
Mysteries of the Sith erhielt gute Wertungen, die allerdings nicht das Niveau des Hauptspiels erreichten. GameRankings berechnete eine Metawertung von 75,6 Prozent.
Michael Ryan von GameSpot kritisierte das Spiel für seine Unausgewogenheit. Die ersten Level seien zu leicht und zu monoton gestaltet, während in späteren Leveln der Schwierigkeitsgrad abrupt ansteige. Dafür seien die letzten Level spannend und abwechslungsreich. In technischer Hinsicht seien die Verbesserungen aber überzeugend.

## Trivia
Das Spiel enthält ein verstecktes Bonus-Level. Als Luke Skywalker kann man auf der Wolkenstadt Bespin das Ende von Das Imperium schlägt zurück nachspielen.